# Serving
«Serving» (укр. Подаю), попередня назва «Kant» (укр. Спів) — пісня мальтійської співачки Міріани Конте. Пісня написана виконавицею разом із Бенджаміном Шмідом, Сарою Евелін Фуллертон (Сарою Лейк) і Метью Мерсієкою (Muxu). Була випущена 8 січня 2025 року і представлятиме Мальту на пісенному конкурсі Євробачення 2025 після перемоги на Malta Eurovision Song Contest 2025.

## Пісенний конкурс Євробачення

### Malta Eurovision Song Contest 2025
Malta Eurovision Song Contest 2025 був організований PBS для того, щоб відібрати заявку на пісенний конкурс Євробачення 2025. Конкурс складався з двох півфіналів і фіналу, які відбулися з 4, 6 та 8 лютого 2025 року в Мальтійському ярмарковому та конференц-центрі в селищі Та-Калі. У конкурсі брали участь двадцять чотири конкурсантів. Вони були розподілені на два півфінали по дванадцять пісень, які відбулися 4 і 6 лютого 2025 року, серед яких вісім найкращих пісень кваліфікувалися з кожного півфіналу до фіналу, що відбувся 8 лютого 2025 року. Дев'ять суддів та публіка оцінювали пісні під час шоу, обидві категорії мали частку в 50 % у кінцевому результаті. У випадку нічиєї перевагу отримувала заявка, що отримала більше голосів від телеголосування.
Міріану Конте було оголошено учасницею конкурсу 12 грудня 2024. Під час жеребкування було визначено, що пісня виступить четвертою в другому півфіналі, з якого пісня пройшла до фіналу відбору. У фіналі співачка виступила першою і виграла конкурс з 182 балами, посівши друге місце в голосуванні журі і перше в телеголосуванні.

### На Євробаченні
Пісенний конкурс Євробачення 2025 відбудеться на Санкт-Якобсгалле в місті Базель, Швейцарія, і складатиметься з двох півфіналів, які пройдуть 13 і 15 травня відповідно, і фіналу 17 травня 2024 року. Під час жеребкування 28 січня 2025 року Мальта потрапила до першої половини другого півфіналу конкурсу.

## Суперечливості
Через співзвучність у вимові вважається, що назва пісні мальтійською мовою є відтворенням англомовного лайливого слова cunt. Скотт Міллз, ведучий BBC Radio 2, сказав, що BBC Radio «точно не може відтворювати цю пісню». В інтерв'ю TVM Міріана Конте заявила, що Європейська мовна спілка прийняла пісню такою, як вона є, і що її текст не буде змінено, але пісня отримає невеличкий ревамп.

## Нотатки
1. 1 2  Містить повторюване слово мальтійською